# Laura Stabile
Laura Stabile (Trieste, 4 gennaio 1957) è una politica italiana.

## Biografia
Dopo il diploma di maturità classica nel 1975, si laurea in medicina all'Università di Trieste nel 1981, con specializzazione in igiene e medicina preventiva.
Lavora in varie strutture sanitarie, quindi nel 2006 diventa direttore della struttura complessa di medicina d'urgenza all'ospedale Cattinara di Trieste e anche segretaria regionale dell'Anaao Assomed, l'associazione dei medici dirigenti, nel 2010 è responsabile della medicina d'urgenza dell'azienda ospedaliera-universitaria di Trieste. Dopo aver preso posizione contro la riforma sanitaria della giunta regionale del Friuli-Venezia Giulia guidata da Debora Serracchiani, alle elezioni politiche del 2018 è eletta senatrice di Forza Italia nel collegio di Trieste-Gorizia-Alto Friuli con il 39,4% dei voti contro il 26,48% di Riccardo Illy.
Nel dicembre 2019 è tra i 64 firmatari (di cui 41 di Forza Italia) per il referendum confermativo sul taglio dei parlamentari: pochi mesi prima i senatori berlusconiani avevano disertato l'aula in occasione della votazione sulla riforma costituzionale. All'inizio di gennaio 2020 ritira la firma insieme ad altri tre senatori di Forza Italia vicini a Mara Carfagna. Il 20 luglio 2022 Laura Stabile e Andrea Cangini votano la fiducia al governo Draghi in dissenso con la linea del partito. Termina il proprio mandato parlamentare nell'autunno dello stesso anno.

## Vita privata
Sposata con Walter Zalukar, medico.